# Berguedà Actual
Berguedà Actual és un diari digital català de la comarca del Berguedà d'Iniciatives Berguedanes de Comunicació dirigit per Jordi Simon Perayre. L'edició en paper fou setmanal des de l'1 de desembre del 2006 i quinzenal des del 6 de juny de 2008 amb una distribució gratuïta. A partir de l'octubre del 2011 se centrà exclusivament en la versió digital, tot i que de manera desprofessionalitzada, on previ registre qualsevol entitat pot publicar informacions. Els motius del tancament de l'edició de paper van ser econòmics, segons la direcció, tot i que també es produí enmig d'un conflicte amb l'acomiadament de les dues últimes treballadores.